# NGC 7789
NGC 7789 је расејано звездано јато у сазвежђу Касиопеја које се налази на NGC листи објеката дубоког неба.
Деклинација објекта је + 56° 42' 52" а ректасцензија 23h 57m 28,6s. Привидна величина (магнитуда) објекта NGC 7789 износи 6,7. NGC 7789 је још познат и под ознакама OCL 269.